# Bajkeverő majom (televíziós sorozat)
A Bajkeverő majom (eredeti cím: Curious George) 2006-tól adott amerikai televíziós flash animációs sorozat, amelyet az Imagine Entertainment készített. A tévéfilmsorozat alapján egész estés film is készült, szintén Bajkeverő majom címmel. Műfaja filmvígjáték-sorozat. Amerikában a PBS Kids mutatta be, Magyarországon a TV2, a Minimax, TV2 Kids (korábban Kiwi TV) és az M2 sugározza.

## Ismertető
A főhős, George, aki egy majom és kissé bajkeverő, de nem kell mindjárt a legrosszabbra gondolni miatta. George remekül elszórakoztat, de igen sok fontos információkkal ismereteket is ad mint a természettudományokban vagy a matematika tárgykörében, de jó figyeléssel még a műszaki ismereteket is bővíti. George kielégíthetetlenül kíváncsi és így a történet végére sokat lehet tőle tanulni, miközben jókedvre is derít, ez a kis szőrmók barát.

## Szereplők
- George – A főhős, aki egy kis majom és kissé bajkeverő, de nagyon sokat tanít.
- Ted, a sárga kalapos férfi – George gazdája, aki örömmel látja George csínytevéseit is, a sorozatban nevét nem említik, csak a sárga kalapos férfi néven van említve. (Magyar hangja: Kautzky Armand)
- Betsy – Kislány, aki a város környékén lakik, delelős, törődő és gyakran húz egy piros kocsit, van egy fivére Steve, és van egy kutyájuk Charkie, akit gyakran üldöznek.
- Allie Whoops – Kislány, aki George egyik jó barátja, mióta megismerkedett vele, és egyszer suliba is elmegy vele.